# مايس
مايْس  هو اسم للشهر الخامس من السنة الميلادية، يُستعمل في تركيا، وكان أيضاً يُستعمل في العراق، وأصل كلمة مايس من التركية عن اللاتينية MAIUS عن اليونانية MAJA: إلاهة الحرب والبركة عند اليونان.